# Korarou
Korarou est une commune rurale du Mali, dans l'arrondissement de Diona, le cercle de Douentza et la région de Douentza. Elle a pour chef-lieu la localité de Diona.

## Villages
La commune s'étend sur huit localités relevées lors du recensement général de 2009. 
Les villages les plus peuplés sont :
- Diona (1 196 habitants) ;
- Diambara Mouda (613 habitants) ;
- Kel Dina (461 habitants).